# Красный Бор (Марёвский район)
Красный Бор — деревня в Марёвском муниципальном районе Новгородской области, входит в состав Моисеевского сельского поселения. На 1 января 2012 года постоянное население деревни — 2 человека. Площадь земель относящихся к деревне — 7,8 га.
Деревня расположена на реке Марёвка. Ниже по течению Марёвки, в 2 км севернее Красного Бора находится деревня Казаровщина, а в 2 км к юго-востоку, выше по течению Марёвки — деревня Борисово. В деревне Красный Бор есть одна улица — Шоссейная.

## История
До осени 1984 года деревня Красный Бор в составе Марёвского сельсовета Марёвского района. В соответствии с решением Новгородского облисполкома № 392 от 12 сентября 1984 года деревня вошла в состав новообразованного Моисеевского сельсовета с центром в деревне Моисеево. По результатам муниципальной реформы деревня входит в состав муниципального образования — Моисеевское сельское поселение Марёвского муниципального района (местное самоуправление), по административно-территориальному устройству подчинена администрации Моисеевского сельского поселения Марёвского района.

## Население
| 2010 | 2011 | 2012 | 2013 | 2014 | 2015 | 2016 |
| ---- | ---- | ---- | ---- | ---- | ---- | ---- |
| 2    | ↗3   | ↘2   | →2   | ↘1   | →1   | →1   |